# 辛敞
辛敞（191年后—？），字泰雍，颍川阳翟（今河南禹州市）人，是曹魏時代官員。衛尉辛毗之子，辛憲英之弟。

## 生平
父親死後嗣爵。辛敞曾任大將軍曹爽參軍，留在洛陽城中，正始十年（公元249年），太傅司馬懿發動高平陵之變，要誅除曹爽，當時辛敞身處洛陽城中，大將軍司馬魯芝帶領曹爽的家兵斬關奪門逃走，呼召辛敞同去會合曹爽。辛敞畏懼於形勢，不知所措，便向姊姊辛憲英請教。辛憲英認為司馬懿不是為了謀反，而是想誅除驕奢無道的曹爽而已，但亦勸辛敞要克盡己任，既然作為曹爽的參軍，就是做好本份。辛敞聽過姊姊的分析後，便隨魯芝出關離城。後來司馬懿果然成功誅除了曹爽，亦放過了辛敞，辛敞便感觸說：「如果我不是與姊姊商量，便幾乎做出了不義之舉。」
著名章回小說《三國演義》第一百七回中，亦記載了辛敞聽從姊姊辛憲英的分析，與魯芝奪關出城會合曹爽之事，司馬懿更評價辛敞與魯芝「彼各為其主，乃義人也」。
辛敞於咸熙年間曾擔任河內太守，最後官至衛尉。

## 備註
1. ↑  《三國演義》第百零七回「魏主歸政司馬氏 姜維兵敗牛頭山」載：「且說曹爽手下司馬魯芝，見城中事變，來與參軍辛敞商議曰：『今仲達如此變亂，將如之何？』敞曰：『可引本部兵出城去見天子。』芝然其言。敞急入後堂。其姊辛憲英見之，問曰：『汝有何事，慌速如此？』敞告曰：『天子在外，太傅閉了城門，必將謀逆。』憲英曰：『司馬公未必謀逆，特欲殺曹將軍耳。』敞驚曰：『此事未知如何？』憲英曰：『曹將軍非司馬公之對手，必然敗矣。』敞曰：『那日司馬教我同去，未知可去否？』憲英曰：『職守，人之大義也。凡人在難，猶或卹之。執鞭而棄其事，不祥莫大焉。』敞從其言，乃與魯芝引數十騎，斬關奪門而出。」又載「卻說司馬懿斬了曹爽太尉，蔣濟曰：『尚有魯芝、辛敞斬關奪門而出，楊綜奪印不與，皆不可縱。』懿曰：『彼各為其主，乃義人也。』遂復各人舊職。辛敞歎曰：『吾若不問於姊，失大義矣！』